# العلاقات المكسيكية السويسرية
العلاقات المكسيكية السويسرية هي العلاقات الثنائية التي تجمع بين المكسيك وسويسرا.

## التاريخ بين الدولتين
تم إنشاء إتصال رسمي بين المكسيك وسويسرا في عام 1827. وفي نفس العام، افتتحت سويسرا مكتبًا دبلوماسيًا في مكسيكو سيتي. في عام 1832، وقعت الدولتان معاهدة صداقة وتجارة وافتتحت المكسيك مكتبًا دبلوماسيًا في بازل. في عام 1945، أقامت الدولتان العلاقات الدبلوماسية رسميًا وفي عام 1946، افتتحت المكسيك مكتبًا دبلوماسيًا في برن. في عام 1958، رفعت الدولتان بعثاتهما الدبلوماسية إلى السفارات.
تحتفظ سويسرا بمكانة دولية رفيعة المستوى نظرًا لإستضافتها العديد من وكالات الأمم المتحدة والمنظمات الدولية الأخرى في جنيف. في كل عام، يُعقد المنتدى الإقتصادي العالمي في دافوس ومسؤولون مكسيكيون رفيعو المستوى، بمن فيهم الرئيس المكسيكي؛ السفر إلى سويسرا للقاء السياسيين ورجال الأعمال السويسريين. 

## مقارنة بين البلدين
هذه مقارنة عامة ومرجعية للدولتين:
| وجه المقارنة                                              | المكسيك                                                                               | سويسرا                                                                                      |
| --------------------------------------------------------- | ------------------------------------------------------------------------------------- | ------------------------------------------------------------------------------------------- |
| المساحة (كم2)                                             | 1.97 مليون                                                                            | 41.28 ألف                                                                                   |
| عدد السكان (نسمة)                                         | 130.53 مليون                                                                          | 8.21 مليون                                                                                  |
| الكثافة السكانية (ن./كم²)                                 | 66.26                                                                                 | 198.89                                                                                      |
| العاصمة                                                   | مدينة مكسيكو                                                                          | برن                                                                                         |
| اللغة الرسمية                                             | اللغة الإسبانية                                                                       | اللغة الألمانية، اللغة الإيطالية، لغة فرنسية، اللغة الرومانشية، الألمانية السويسرية الموحدة |
| العملة                                                    | بيزو مكسيكي                                                                           | فرنك سويسري                                                                                 |
| الناتج المحلي الإجمالي (بليون دولار)                      | 1.15 تريليون                                                                          | 678.89 مليار                                                                                |
| الناتج المحلي الإجمالي (تعادل القوة الشرائية) بليون دولار | 2.16 تريليون                                                                          | 518.07 مليار                                                                                |
| الناتج المحلي الإجمالي الاسمي للفرد دولار أمريكي          | 9.01 ألف                                                                              | 80.94 ألف                                                                                   |
| الناتج المحلي الإجمالي للفرد دولار أمريكي                 | 17.32 ألف                                                                             | 59.54 ألف                                                                                   |
| مؤشر التنمية البشرية                                      | 0.756                                                                                 | 0.930                                                                                       |
| رمز المكالمات الدولي                                      | +52                                                                                   | +41                                                                                         |
| رمز الإنترنت                                              | .mx                                                                                   | .ch، .swiss ‏                                                                                |
| المنطقة الزمنية                                           | منطقة زمنية وسطى، المنطقة الزمنية الجبلية، زمن منطقة المحيط الهادئ، منطقة زمنية شرقية | توقيت وسط أوروبا، ت ع م+01:00، ت ع م+02:00، أوروبا/زيورخ ‏                                   |

## منظمات دولية مشتركة
يشترك البلدان في عضوية مجموعة من المنظمات الدولية، منها:
| علم المنظمة | اسم المنظمة                        | تاريخ انضمام المكسيك | تاريخ انضمام سويسرا |
| ----------- | ---------------------------------- | -------------------- | ------------------- |
|             | مؤسسة التمويل الدولية              | 20 يوليو 1956        | 29 مايو 1992        |
|             | منظمة حظر الأسلحة الكيميائية       | ?                    | ?                   |
|             | مجموعة أستراليا                    | 2013                 | 1987                |
|             | يونسكو                             | 4 نوفمبر 1946        | 28 يناير 1949       |
|             | الاتحاد الدولي للاتصالات           | 1 يوليو 1908         | 1866                |
|             | الأمم المتحدة                      | 7 نوفمبر 1945        | 10 سبتمبر 2002      |
|             | منظمة الشرطة الجنائية الدولية      | ?                    | ?                   |
|             | مجموعة الموردين النوويين           | ?                    | ?                   |
|             | البنك الدولي للإنشاء والتعمير      | 31 ديسمبر 1945       | 29 مايو 1992        |
|             | الفريق المعني برصد الأرض           | ?                    | ?                   |
|             | الاتحاد البريدي العالمي            | ?                    | ?                   |
|             | مؤسسة التنمية الدولية              | 24 أبريل 1961        | 29 مايو 1992        |
|             | منظمة التعاون الاقتصادي والتنمية   | ?                    | ?                   |
|             | منظمة التجارة العالمية             | 1995                 | ?                   |
|             | وكالة ضمان الاستثمار متعدد الأطراف | 1 يوليو 2009         | 12 أبريل 1988       |

## أعلام
هذه قائمة لبعض الشخصيات التي تربطها علاقات بالبلدين:
- دافيد مارياني (لاعب كرة قدم سويسري، 19 مايو 1991[24] – )

## وصلات خارجية
- موقع وزارة الخارجية المكسيكية
- موقع وزارة الخارجية السويسرية